# 부산과학고등학교
부산과학고등학교(釜山科學高等學校)는 대한민국 부산광역시 금정구 구서동에 있는 공립 과학고등학교이다.

## 학교 연혁
- 2002년 8월 10일 : 학교 설립 기본 계획 수립
- 2002년 11월 25일 : 부산광역시립학교 설치조례 공포(장영실과학고등학교)
- 2003년 3월 1일 : 초대 정천수 교장 취임
- 2003년 3월 5일 : 개교식 및 제1회 신입생 입학식(80명)
- 2005년 2월 18일 : 제1기 조기졸업식(43명)
- 2006년 2월 21일 : 제1회 졸업식(32명) 및 제2기 조기졸업식(58명)
- 2010년 1월 6일 : 부산과학고등학교로 교명 변경
- 2011년 8월 19일 : 금정구 구서동 신축 교사(校舍)로 이전
- 2023년 1월 6일 : 제18회 졸업식 및 제19기 조기졸업식(3학년 74명, 2학년 조기졸업 21명, 수료 1명)
- 2023년 9월 1일 : 제10대 황정훈 교장 취임
- 2025년 3월 4일 : 제23회 입학식(신입생 96명)

## 설치 학과
- 과학과

## 참고 자료
- 부산과학고등학교 - 한국교육학술정보원 학교알리미